# Нансі (футбольний клуб, 1901)
«Нансі» (фр. FC Nancy) — колишній французький футбольний клуб з однойменного міста, заснований в 1901 році. Домашні матчі проводив на «Стад Марсель Піко».
З 1946 року клуб грав у вищому французькому дивізіоні. Всього у ньому «Нансі» провело 15 сезонів, останнім з яких став сезон 1962/63. Найкращий результат клубу в чемпіонатах Франції — 4-те місце в сезоні 1961/62. Клуб був розформований через фінансові проблеми в 1965 році, але через два роки в місті була створена нова професіональна команда «Нансі», яка виступає донині.

## Історія
Клуб був заснований у 1901 році під назвою Stade Universitaire Lorrain і виступав у різних регіональних лігах. У 1935 році команда отримала професійний статус і стала виступати у другому дивізіоні чемпіонату Франції з футболу, паралельно змінивши назву на ФК «Нансі».
1946 року команда вперше вийшла до вищого французького дивізіону, де виступала наступні 11 сезонів до 1957 року. В цей час команда здебільшого боролась за виживання, хоча в команді і виступала майбутня зірка французького футболу Роже П'янтоні, і найкращим результатом було 8-ме місце у 1953 році. Цього ж року команда вперше дійшла до фіналу Кубка Франції, де поступилась «Ліллю» (1:2).
У 1958 році клуб повернувся до елітного дивізіону, але лише на один сезон. У 1960 році «Нансі» втретє потрапив до елітного французького дивізіону, цього разу на три роки. У 1962 році клуб вдруге в історії дійшов до фіналу Кубка Франції, але і цього разу трофей не здобув, програвши 0:1 «Сент-Етьєну». У тому ж сезоні команда зайняла 4 місце у чемпіонаті, що стало найкращим результатом команди за всі часи. 
Втім вже у наступному 1963 році клуб назавжди вилетів з вищого дивізіону, а ще через рік втратив і професійний статус. У 1965 році через фінансові проблеми клуб був розформований. У 1967 році у місті був заснований новий професіональний клуб «Нансі».

## Досягнення
- Кубок Франції:
  - Финаліст (2): 1953, 1962.